# اندی هانت (بازیکن فوتبال)
اندی هانت (انگلیسی: Andy Hunt؛ زادهٔ ۹ ژوئن ۱۹۷۰) بازیکن فوتبال اهل بریتانیا است.
از باشگاه‌هایی که در آن بازی کرده‌است می‌توان به باشگاه فوتبال وست برومویچ آلبیون، باشگاه فوتبال نیوکاسل یونایتد، باشگاه فوتبال چارلتون اتلتیک، و باشگاه فوتبال کترینگ تاون اشاره کرد.